# Star Wars IX. rész – Skywalker kora
A Star Wars – Skywalker kora (eredeti cím: Star Wars: The Rise of Skywalker) 2019-ben bemutatott amerikai film, melyet J. J. Abrams rendezett. A forgatókönyvet Abrams és Chris Terrio írta. A film közvetlen folytatása a szintén Abrams által rendezett Az ébredő Erőnek, valamint a Rian Johnson által rendezett Az utolsó jediknek, illetve a befejező epizódja a kilenc részből és három trilógiából álló Skywalker-sagának. A filmet a Lucasfilm Ltd. és a Bad Robot Productions készítette, míg a forgalmazást a Walt Disney Studios Motion Pictures végzi világszerte. A főszerepeket Carrie Fisher, Mark Hamill, Adam Driver, Daisy Ridley, John Boyega, Oscar Isaac alakítja. Carrie Fisher 2016-ban bekövetkezett halála után ez a második alkalom, hogy Csillagok háborúja filmben láthatjuk, ám míg Az utolsó jedik a filmhez készült új jeleneteket tartalmazott, addig ebben a filmben Az ébredő Erő forgatása során felvett, de nem használt jelenetekben láthatjuk az azóta elhunyt színésznőt.
A Skywalker korában ismét összecsap az Ellenállás az Első Renddel, valamint véget ér az ősi konfliktus a sith és a jedi rend között. A forgatási munkálatok 2018 augusztusában kezdődtek meg a londoni Pinewood Studiosban és 2019. február 15-én fejeződtek be, a film végleges változata 2019. november 24-én készült el.
Világpremierje 2019. december 16-án volt Los Angelesben. A filmet az Egyesült Államokban 2019. december 20-án a Walt Disney Studios Motion Pictures, míg Magyarországon a Fórum Hungary forgalmazásában egy nappal korábban, 2019. december 19-én mutatták be mozikban.
A film a mozikban 1,073 milliárd dollár bevételt termelt, amellyel a nyolcadik legsikeresebb, 2019-ben bemutatott film lett. A Skywalker kora megosztó volt a kritikusok körében, többen dicsérték a színészek játékát, John Williams zenéjét, a vizuális effektusokat, illetve azt, hogy a film szép búcsút vesz a 42 éve futó történettől, addig mások kritizálták a kreativitás hiányát, az önismétléseket, a film tempóját, valamint többen úgy vélték, hogy a film nem megfelelően folytatja Az utolsó jedik által kijelölt irányt. A Filmművészeti és Filmtudományi Akadémia három kategóriában jelölte Oscar-díjra, a British Academy of Film and Television Arts is három kategóriában jelölte BAFTA-díjra. 
A filmben szinkronszínészként közreműködő Gesztesi Károlynak ez volt az utolsó szinkronszereplése, a 2020-ban bekövetkezett halála előtt.

## Rövid történet
A Skywalker-saga befejezésében új legendák születnek – és a szabadságért vívott végső csata még hátravan.

## Cselekmény
Egy évvel a craiti csata után a néhai Uralkodó üzenetet küld a galaxisnak, ennek hatására Kylo Ren legfőbb vezér kutatni kezd az üzenet forrása után, a majdnem egy évig tartó keresés után, a Mustafaron rábukkan egy sith útkereső eszközre, amelynek segítségével elutazik az Exegol bolygóra. Itt rátalál a klóntestben élő Palpatine-ra, aki elárulja, hogy mindvégig ő állt Snoke és az Első Rend mögött. Az Uralkodó megígéri, hogy egy hatalmas flotta (a Végső Rend) állhat Kylo Ren rendelkezésére, ha megöli Rey-t, aki Leia Organa segítségével folytatja a kiképzést a jedivé válás útján. Mindeközben egy kém információi alapján Poe Dameron, Finn és Csubakka tudomást szerez Palpatine visszatéréséről. Rey a borzalmas hír hallatán keresgélni kezd a Luke Skywalkertől elhozott könyvekben, és feljegyzésekre lel egy sith tárgyat illetően. Rey, Poe, Finn, Csubakka, C-3PO és BB-8 hamarosan útnak indulnak az információk alapján a Passanna bolygóra, hogy megkeressék a titokzatos sith útkeresőt, míg Leia és R2-D2 az Ellenállók bázisán maradnak.  
A Passannán összetalálkoznak a Lázadás tábornokával, Lando Calrissiannal, aki útba igazítja a csapatot a titokzatos tárgy utolsó ismert lelőhelye felé. Kylo Ren kihasználva különleges kapcsolatát Rey-jel megtudja, hogy melyik bolygón vannak és a nyomukba ered a Ren lovagjaival. Rey és a kis csapat megtalálja egy jedi vadász, Ochi maradványait, a hajóját, valamint egy sith tőrt, amelyre a sithek titokzatos nyelvén van ráírva az útkereső lelőhelye. C-3PO programozása tiltja, hogy a sith nyelvet értelmezze, ezért nem tudja elmondani a csapatnak, hogy hova kellene tovább menniük. Mielőtt azonban elhagyhatnák a bolygót, Rey megérzi, hogy Kylo közeledik, ezért úgy dönt, hogy szembeszáll vele. A Ren lovagok segítségével az Első Rend elfogja Csubit és megszerzi az Ezeréves Sólymot. Rey megpróbálja megmenteni Csubit, de haragját nem tudja kontrollálni, így kezéből erővillámok csapnak ki, mellyel elpusztítja az Első Rend szállító hajóját. Rey, Poe, Finn, C-3PO és BB-8 ezután a bérgyilkos hajójával menekülnek tovább abban a hitben, hogy Csubakka elhunyt.
A kis csoport Poe tanácsára a Kijimi hófödte bolygójára utazik, hogy segítséget kérjenek a C-3PO memóriájában megőrzött szöveg lefordításához. C-3PO memóriájának törlése után sikeresen lefordítja a szöveget és kiderül, hogy az útkereső az Endor rendszerben, a Kef Bir bolygón található. Rey hamarosan megérzi, hogy Csubakka életben van, a megmentése érdekében a helyi Zorii Bliss segítségével felszöknek Kylo csillagrombolójára. Kylo kapcsolatba lép Rey-jel az Erő segítségével és elmondja neki, hogy a szülei valóban senkik voltak, akik azért adták el, hogy megmentsék őt a gonosz nagyapjától, aki nem más, mint Palpatine. Az Uralkodó félt a lány hatalmától, ezért elrendelte az ő és szüleinek meggyilkolását. Eközben Hux tábornok összetalálkozik Finn-nel, Poe-val és a megszabadított Csubakkával. Hux segít nekik megszökni és felfedi, hogy ő a kém, aki szivárogtat az Ellenállásnak. Ezért a tettéért később meggyilkolják.
Rey és a többiek elutaznak a Kef Birre, ahol Jannah, az egykori rohamosztagos segítségével eljutnak a második Halálcsillag romjaihoz, ahol Rey rálel a második útkeresőre. Kylo követve a csapatot, megérkezik a roncsokhoz, elpusztítja a második eszközt, majd arra kéri Rey-t, hogy szálljanak együtt szembe Palpatine-nal. Rey és Kylo harcolni kezd egymással. A csata közben a haldokló Leia a fiához szól, aki a sokktól nem koncentrál, így kihasználva a lehetőséget Rey leszúrja őt. Rey megérzi Leia halálát, megrökönyödik tettén és az Erő segítségével meggyógyítja Kylót. Elszörnyedve attól, hogy mit tett, száműzi magát az Ahch-To bolygóra. Luke szelleme hamarosan megjelenik és bátorítja a lányt, majd odaadja neki Leia fénykardját és útjára indítja Exegol felé. Mindeközben Kylónak emlékképként jelenik meg apja, Han Solo, akivel beszélnek, majd Kylo eldobva a fénykardját úgy dönt, hogy újra Ben Solo lesz. Palpatine erődemonstráció gyanánt elküldi az egyik csillagrombolóját, hogy pusztítsa el Kijimit.
Az Ellenállás bázisán R2-D2 helyreállítja C-3PO memóriáját. Az ellenállók követik Rey-t az Exegolra, ahol a lány találkozik az Uralkodóval, aki azt követeli a lánytól, hogy áldozza fel őt, hogy lelke átszállhasson Rey-be, ezzel a sérült klón test helyett a lelke egy egészséges testben élhetne tovább. Hamarosan az egész galaxis fellázad és több tucatnyi hajó érkezik Lando vezetésével a csatába Exegolra. Ben legyőzi a Ren lovagjait és Rey segítségére siet. Palpatine rájön, hogy Rey és Ben egy ritka diádot alkot az Erőben, ezt kihasználva elszívja az erejüket és ezzel visszatér az élők közé, majd Bent egy gödörbe hajítja. Erővillámok segítségével ellehetetleníti az Ellenállás támadását. Rey legyengülve fekszik, amikor hallani kezdi a múlt jedi lovagjait, akik ideiglenesen átadják neki erejüket. Az Uralkodó erővillámokkal támad a lányra, aki Luke és Leia fénykardját használva sikeresen hárítja Palpatine támadását, majd megöli az Uralkodót. A tett súlya alatt Rey holtan esik össze. Ben az Erő segítségével visszahozza a lányt az életbe. Rey megcsókolja Bent, aki ezután eggyé válik az Erővel. Az Ellenállás eközben sikeresen elpusztítja Palpatine armadáját. 
Miközben a galaxis ünnepel, Rey és BB-8 ellátogat a Tatuinra. Rey a Lars-háznál eltemeti Luke és Leia fénykardját, hiszen már megépítette a sajátját. Arra járva egy idegen megkérdezi a nevét, a lány a horizonton meglátja Luke és Leia szellemeit, majd azt feleli, hogy a neve „Rey Skywalker”.

## Szereplők
| Szerep               | Színész            | Magyar hang      | Megjegyzés                                                                                           |
| -------------------- | ------------------ | ---------------- | --- |
| Leia Organa          | Carrie Fisher      | Kovács Nóra      | Az Ellenállás vezetője, Rey új mestere.                                                              |
| Luke Skywalker       | Mark Hamill        | Stohl András     | Az utolsó jedi mester, aki Az utolsó jedikben eggyé vált az Erővel.                                  |
| Kylo Ren / Ben Solo  | Adam Driver        | Zöld Csaba       | Az Első Rend legfőbb vezére. A Ren lovagjainak mestere. Leia Organa és Han Solo fia.                 |
| Rey                  | Daisy Ridley       | Sallai Nóra      | Árva roncsvadász a Jakku bolygóról, Luke Skywalker utolsó tanítványa.                                |
| Finn / FN-2187       | John Boyega        | Szatory Dávid    | Szökött rohamosztagos, aki Az Ébredő Erőben csatlakozott az Ellenálláshoz.                           |
| Poe Dameron          | Oscar Isaac        | Rajkai Zoltán    | Az Ellenállás pilótája és parancsnoka.                                                               |
| C-3PO                | Anthony Daniels    | Galbenisz Tomasz | Protokoll droid Leia Organa szolgálatában.                                                           |
| Jannah               | Naomi Ackie        | Pálmai Anna      | Szökött rohamosztagos, akivel a többiek a Kef Bir óceánbolygón ismerkednek meg.                      |
| Hux tábornok         | Domhnall Gleeson   | Fehér Tibor      | Az Első Rend magas rangú vezetője, a megsemmisült Csillagpusztító Bázis egykori parancsnoka.         |
| Pryde rendfőtábornok | Richard E. Grant   | Gáspár Sándor    | Az Első Rend magas rangú vezetője.                                                                   |
| Maz Kanata           | Lupita Nyong’o     | Varga Gabriella  | Korábban kalóz, az Ellenállás szövetségese.                                                          |
| Zorii Bliss          | Keri Russell       | Mezei Kitty      | Fűszercsempész, Poe régi ismerőse, akivel a Kijimi bolygó tolvajok lakta negyedében találkozik újra. |
| Csubakka             | Joonas Suotamo     | eredeti hang     | Vuki, az Ezeréves Sólyom első tisztje.                                                               |
| Rose Tico            | Kelly Marie Tran   | Laurinyecz Réka  | Az Ellenállás fejlesztésekért felelős parancsnoka.                                                   |
| Palpatine császár    | Ian McDiarmid      | Reviczky Gábor   | Sith nagyúr, az Első Galaktikus Birodalom néhai uralkodója, akinek lelke egy klón testben él tovább. |
| Lando Calrissian     | Billy Dee Williams | Gesztesi Károly  | Luke, Han, Leia és Csubakka régi barátja, szerencsejátékos, a Lázadó Szövetség veteránja.            |
| Kandia repülőtiszt   | Amanda Hale        | Solecki Janka    | |

### Ismét feltűnik a filmben
- Han Solo szerepében ismét Harrison Ford látható. A színész a stáblistán nincs feltüntetve.[9] Magyar hangja Csernák János.
- Connix századost Billie Lourd, Carrie Fisher lánya alakítja, aki egy visszaemlékezésben édesanyja karakterét is életre kelti.[10][11] Magyar hangja Sipos Eszter Anna.
- Temmin „Snap” Wexley-t Az ébredő Erő után immár második alkalommal alakítja Greg Grunberg.[12] Magyar hangja Barabás Kiss Zoltán.
- BB-8-et ismét Dave Chapman és Brian Herring irányítja.[13]
- R2-D2-t ezúttal Hassan Taj és Lee Towersey kelti életre.[14]
- Amanda Lawrence másodszor alakítja Larma D’Acy parancsnokot, magyar hangját Orosz Anna kölcsönözte.
- A Ren lovagjait Martin Wilde, Anton Simpson-Tidy, Lukaz Leong, Tom Rodgers, Joe Kennard és Ashley Beck alakítja.
- Mike Quinn, mint Nien Nunb, akinek a hangját ezúttal is Kipsang Rotich kölcsönzi.
- Wedge Antilles szerepében az őt az eredeti trilógiában is megformáló Denis Lawson látható.[15]
- Wicket Wystri Warrick szerepét ismét Warwick Davis alakítja.

### Új szerepek
- Dominic Monaghan az Ellenállás oldalán harcoló Beaumont Kin szerepében.[16] Magyar hangja Barát Attila.
- D-O droid hangját a film rendezője, J.J. Abrams kölcsönözte.[17] Magyar hangja Kránitz Lajos András.
- Babu Frik hangját Shirley Henderson adja.[18][19]
- Nick Kellington alakítja az Ellenállás egyik új szövetségesét, Klaudot.[17]
- Tom Wilton és Chris Terrio forgatókönyvíró kelti életre Aftab Ackbart.[20] Magyar hangja Király Adrián.
- Jodie Comer és Billy Howle Rey szüleit, Miramir-t és Dathan-t alakítja. Magyar hangjaik Czető Zsanett és Ágoston Péter.
- Cailey Fleming és Josefine Irrera Jackson a gyermek Reyt keltik életre.
- Mark Hamill kölcsönözte a filmben Boolio hangját. Magyar hangja Forgács Gábor.
- Vinette Robinson Wrobie Tyce szerepét játssza. Magyar hangja Kiss Virág Magdolna.
- Amir El-Masry Trach parancsnok szerepében tűnik fel. Magyar hangja Juhász Levente.
- Ed Sheeran, Jeff Garlin és Kevin Smith kisebb szerepekben, Lin-Manuel Miranda az Ellenállás harcosaként, John Williams pedig Oma Tres pultosként tűnik fel a filmben.[21][22][23]

### Csak a hangjuk hallható[24]
- Andy Serkis Snoke legfőbb vezérként. Magyar hangja Fekete Ernő.
- James Earl Jones Darth Vaderként. Magyar hangja Vass Gábor.
- Hayden Christensen Anakin Skywalkerként. Magyar hangja Moser Károly.
- Olivia d’Abo Luminara Unduliként.
- Ashley Eckstein Ahsoka Tanoként. Magyar hangja Molnár Ilona.
- Jennifer Hale Aayla Securaként.
- Samuel L. Jackson Mace Winduként. Magyar hangja Kőszegi Ákos.
- Ewan McGregor és Alec Guinness Obi-Wan Kenobiként. Magyar hangja Anger Zsolt.
- Frank Oz Yodaként. Magyar hangja Szacsvay László.
- Angelique Perrin Adi Galliaként.
- Freddie Prinze Jr. Kanan Jarrusként. Magyar hangja Welker Gábor.
- Liam Neeson Qui-Gon Jinnként. Magyar hangja Kovács István.

## Filmkészítés

### Gyártáselőkészítés
2012 októberében George Lucas eladta a Lucasfilm Ltd. produkciós cégét a The Walt Disney Company-nak. Ezzel egy időben a Disney bejelentette, hogy elkészítik a folytatástrilógiát. 2014 júniusában azt híresztelték, hogy az epizód cselekményének vázlatát Az utolsó Jedik írója és rendezője Rian Johnson fogja készíteni, ő azonban 2017 áprilisában cáfolta a híreket és kijelentette, hogy semmilyen módon nem vesz részt a IX. epizód munkálataiban. 2015 augusztusában a Lucasfilm bejelentette, hogy a Jurassic World rendezője, Colin Trevorrow fogja rendezni a kilencedik epizódot, valamint azt is, hogy Derek Connolly-val közösen írják a rész forgatókönyvét. 2016. február 10-én a Disney vezérigazgatója, Bob Iger bejelentette, hogy elkezdődtek a filmet előkészítő munkálatok.
2017 augusztusában Jack Thorne-t bízták meg a forgatókönyv átírásával. 2017. szeptember 5-én a Lucasfilm bejelentette, hogy mégsem Trevorrow fogja rendezni a filmet, mert a rendező kreatív nézeteltérések miatt visszalépett a feladattól. Több forrás is megerősítette, hogy a Lucasfilm elnöke és Trevorrow már nem tudtak megfelelően együttműködni, miután a rendező lehetőséget kapott több forgatókönyvvázlat bemutatására, de egyik sem győzte meg a vezetőséget. A rendezői feladatok legesélyesebb várományosa Rian Johnson volt, de ő kijelentette, hogy sosem tervezte ezen feladat ellátását. Egy héttel később nyilvánosságra hozták, hogy Az ébredő Erő rendezője, J. J. Abrams rendezi a IX. epizódot, emellett ő írja a forgatókönyvet is az Oscar-díjas Chris Terrioval, valamint Abrams saját cége, a Bad Robot Productions is részt vesz a film gyártási munkálataiban, mindemellett Abrams lesz a film egyik producere is Kennedy és Michelle Rejwan mellett. Az új fejlemények fényében a film premierjét 2019. december 20-ra módosította a Disney. 2018. február 21-én Abrams Stephen Colbert késő esti műsorában azt nyilatkozta, hogy elkészült a trilógia befejező epizódjának forgatókönyve, valamint elmondta, hogy a forgatások 2018 júliusában kezdődnek meg.
A film produkció alatti címe eleinte a Black Diamond volt, majd a forgatások idejére ez Trixie-re változott. A gyártás során a készítők mindent megtettek, hogy minél kevesebb információ juthasson el a nagyközönséghez. A film címét végül 2019. április 12-én leplezték le a chicagói Star Wars Celebration eseményen, a saga befejező epizódja a The Rise of Skywalker címet kapta. Ugyanezen a napon J. J. Abrams elmondta a Good Morning America című műsornak, hogy a gyártáselőkészítés során egyeztetett George Lucasszal, Lawrence Kasdannel, valamint Rian Johnsonnal is a Skywalker-saga befejező részének történetét illetően.

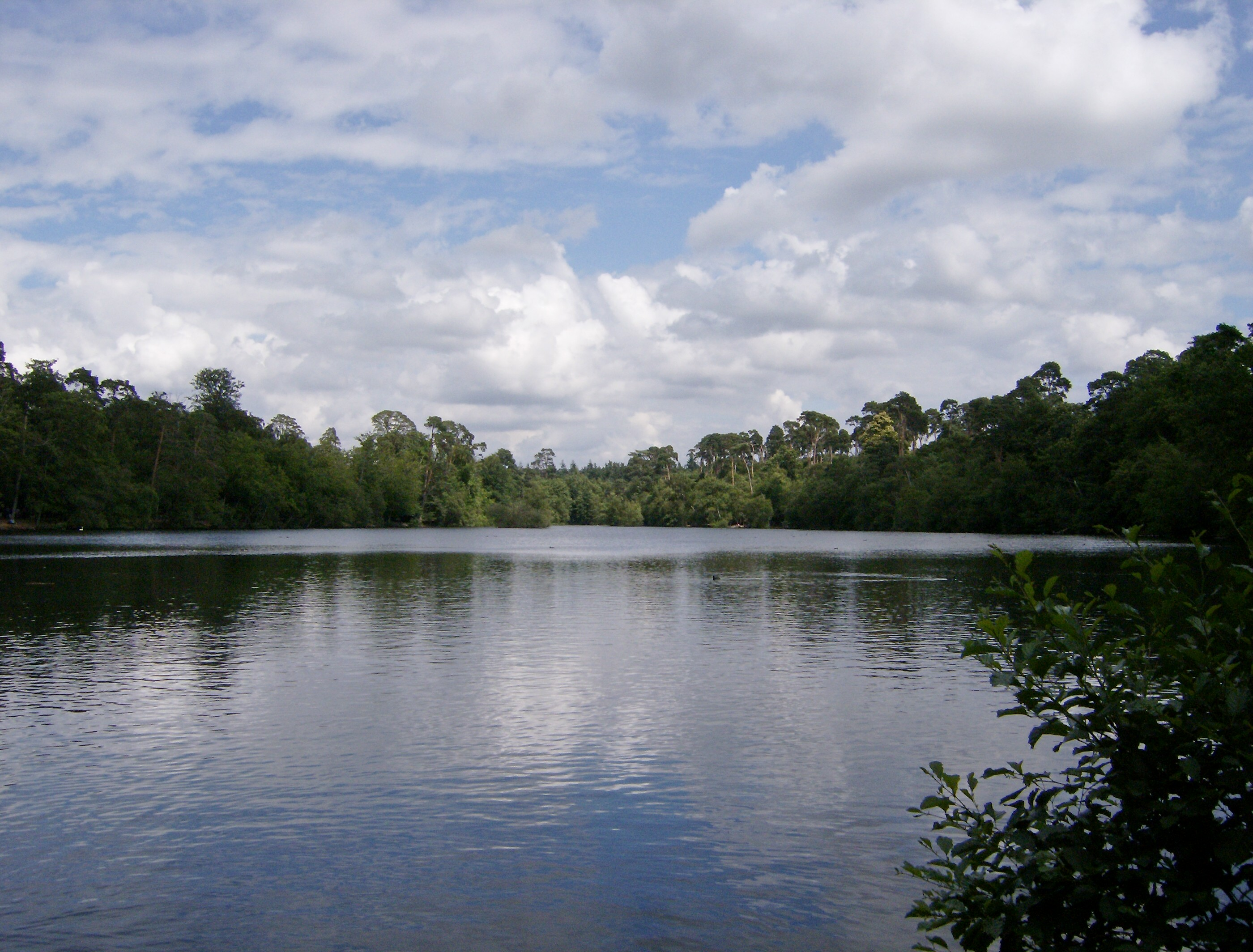
A stáb a Buckinghamshireben található Black Parkban is forgatott jeleneteket a filmhez

### Szereplőválogatás
2018 júliusában azt híresztelték, hogy Keri Russell szerepet kapott az epizódban, valamint, hogy karaktere akció-dús jelenetekben fog szerepelni. Később a sajtó megerősítette, hogy Billy Dee Williams is visszatér Lando Calrissian szerepében. 2018. július 27-én a Lucasfilm közleményt adott ki, melyben megerősítette, hogy Daisy Ridley, Adam Driver, John Boyega, Oscar Isaac, Lupita Nyong’o, Domhnall Gleeson, Kelly Marie Tran, Joonas Suotamo, Billie Lourd, valamint Mark Hamill visszatérnek Az utolsó Jedikben alakított szerepeikben, hozzájuk csatlakozott Billy Dee Williams, aki Lando Calrissian szerepét alakítja, valamint Naomi Ackie, Richard E. Grant és Keri Russell új szerepekben. Bejelentették azt is, hogy Carrie Fisher Az ébredő Erő, valamint Az utolsó Jedik című epizódokhoz felvett, de eddig be nem mutatott jelenetek felhasználásával szerepel majd a film végső változatában. Augusztus végén Dominic Monaghan és Matt Smith is csatlakozott a stábhoz. Jimmy Vee immár második alkalommal alakítja R2-D2-t, szintén második alkalommal bújik Temmin Wexley bőrébe Greg Grunberg. Brian Herring harmadik alkalommal segíti BB-8 életre keltését. 2019. április 12-én a chicagói Star Wars Celebration eseményen bejelentették, hogy Ian McDiarmid visszatér az Uralkodó szerepében.

### Forgatás

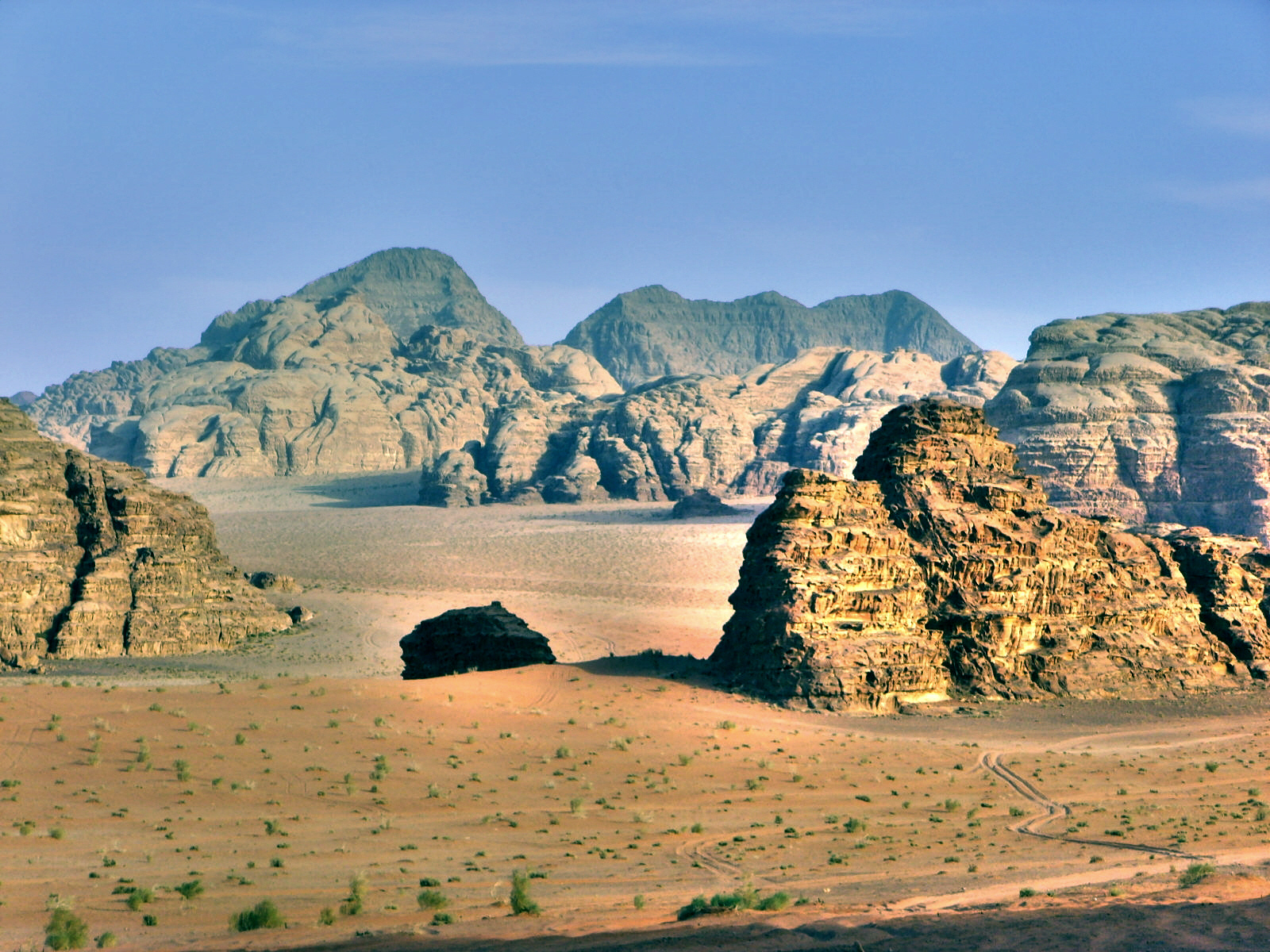
A film egyes jeleneteit a jordániai Rum vádi sivatagban vették fel.

A film forgatásának munkálatai 2018. augusztus 1-jén kezdődtek meg Londonban a Pinewood Studiosban. Oscar Isaac elmondta, hogy Abrams nagyobb teret ad a színészek improvizációjának, mint azt a megelőző két filmben tapasztalták. Forgatások zajlottak a Black Parkban, amely Buckinghamshire-ben található az Egyesült Királyságban. A film Pasaana bolygón játszódó jeleneteit a jordániai Rum vádi sivatagban forgatta a stáb. Anthony Daniels 2019. január 28-án bejelentette, hogy számára véget ért a forgatás. A forgatás 2019. február 15-én ért véget. 2019. március 7-én a Walt Disney Company éves közgyűlésén mutatták be az első ízelítőt a filmből, a nagyközönség számára a videót nem tették elérhetővé. A kiegészítő forgatások szeptember végétől október közepéig tartottak a Bad Robot Productions stúdiójában.

### Vizuális effektusok és utómunkálatok
A Skywalker kora vizuális effektjeit az Industrial Light & Magic készítette Roger Guyett vezetése mellett. J.J. Abrams a Good Morning America című műsorban 2019. november 25-én elmondta, hogy a film végleges változata az előző napon készült el.

## Zene
2018. január 10-én bejelentették, hogy a folytatás-trilógia befejező részének zenéjét a korábbi epizódokhoz hasonlóan John Williams komponálja. A következő hónapban Williams elmondta, hogy ez az epizód az utolsó Star Wars film, melynek a zenéjét ő szerzi. 2019 augusztusában egy interjúban Williams testvére elmondta, hogy a zeneszerző 35 percnyi zenét már felvett a tervezett 135 percből, valamint Don Williams azt is elárulta, hogy az utolsó részben felcsendül majd a saga összes jól ismert témája, motívuma. A filmzene felvétele júniusban kezdődött és majdnem hat hónapig tartott. A zenét tartalmazó album digitálisan december 18-án, míg CD-n december 20-án jelent meg világszerte.

## Magyar cím
A Lucasfilm 2019. április 12-én jelentette be a IX. epizód hivatalos alcímét, amely a The Rise of Skywalker lett. A címet Skywalker felemelkedéseként fordította több külföldi forgalmazó. A magyar forgalmazó a szinkronizált előzetest a Bosszúállók: Végjáték című film előtt vetítette első alkalommal, az előzetes végén hallható volt a hivatalos magyar cím, amely, eltérően az eredeti és a nemzetközi címektől, a Skywalker kora volt. 2019. április 29. napján a forgalmazó közleményében a „magyar nyelvhez jobban illeszkedő” címnek nevezte az általuk választottat, valamint kiemelte, hogy a Disney jóváhagyta a döntésüket. Az eredetitől eltérő magyar címről a Fantha Tracks angol nyelvű oldal is tudósított.

## Marketing
2019. április 12-én a Chicagóban megrendezett Star Wars Celebration eseményen a film rendezője, J. J. Abrams, a Lucasfilm elnöke, Kathleen Kennedy, valamint a filmben szereplő színészek beszéltek a filmről. Az első hivatalos képek, a film címe, illetve az első kedvcsináló is ekkor kerültek nyilvánosságra. Az ízelítő előzetest huszonnégy óra alatt 111 milliószor tekintették meg, ezzel megdöntötte Az utolsó Jedik 91 milliós nézőszámmal tartott rekordját, így ez az ízelítő lett a legnézettebb Star Wars ízelítő előzetes a bemutatástól számított 24 órás időtartamon belül.
2019. május 4-én, a Star Wars-napon bejelentették azokat a könyveket, amelyek a „Star Wars: Skywalker kora hajnala” című kampány részét képezik. Ezek között volt a Resistance Reborn című könyv, melynek cselekménye Az utolsó Jedik és a Skywalker kora című filmek eseményei között eltelt időben játszódik. A kötetek mellett a Disneyland Star Wars: Galaxy’s Edge parkjának története is a folytatástrilógia második és harmadik része között játszódik. 2019. május 22-én megjelent a Vanity Fair magazin júniusi címlapja és az ehhez tartozó cikkek, amelyek interjúkat, fotókat, valamint karakterleírásokat tartalmaztak, ezek mellett a filmben megjelenő két új bolygó nevét is felfedték.
A 2019-es San Diego Comic-Con keretében a Lucasfilm bemutatta a filmben szereplő új típusú rohamosztagosokat, az úgynevezett Sith-osztagosokat.
2019. augusztus 24-én a D23 rendezvényen Kathleen Kennedy és J.J. Abrams bemutatta a résztvevőknek a film első plakátját, amely később online is megjelent, ezután a résztvevők egy előzetest nézhettek meg, amely mind a kilenc filmből tartalmazott jeleneteket. A kedvcsinálót 2019. augusztus 26-án vetítette a Good Morning America című beszélgetőműsor, ezzel egy időben online is elérhetővé vált. Napokkal később jelent meg a film első hivatalos szinopszisa, amely „új legendák születéséről, valamint a szabadságért vívandó utolsó nagy küzdelemről” számol be.
2019 októberében megkezdődött a kiterjedt marketingkampány, amelyre a Disney nyolc kiemelt márkával kötött szerződést; ezek a Porsche, a McDonald’s, a Samsung,a Danone, a United Airlines, a General Electric, a Bose Corporation, valamint a General Mills voltak. Ezt követően október 3-án az Empire magazinban exkluzív interjú jelent meg J.J. Abramsszel, Chris Terrióval, valamint Kathleen Kennedyvel. Az interjút tartalmazó novemberi szám három Skywalker kora címlappal volt kapható az újságárusoknál. Október 4-én tartották a Triple Force Friday eseményt, ahol több, a filmhez kapcsolódó termék is elérhetővé vált a vásárlók számára. 2019. október 19-én a Star Wars hivatalos Twitter oldala bejelentette, hogy a film végső előzetesét először október 21-én a Monday Night Football félidejében nézhetik meg a rajongók. Az előzetes bemutatója után az USA-ban és hazánkban is megkezdődött a jegyelővétel.
2019 novemberében több televíziós reklámot, illetve egy olyan videót tettek közzé, amely a 42 éve futó történet hatását mutatta be a popkultúrára. A videók mellett a rendező, a színészek illetve a Lucasfilm elnöke több televíziós műsorban jelent meg, valamint számos magazinnak adtak interjút. Az újságok cikkeit általában exkluzív képek is kísérték a filmből.
2019. december 14-én a Fortnite kiadója, az Epic Games élőben közvetített egy jelenetet, amit a játékosok és a nézők is a játékon belül nézhettek meg, ebben az adásban volt hallható a film elején említett Palpatine üzenet is.

## Bemutató
A Skywalker kora világpremierje 2019. december 16-án volt Los Angelesben. Az Egyesült Államokban 2019. december 20-án, míg Magyarországon 2019. december 19-én mutatták be a mozik. A hazai bemutatót a forgalmazó december 19-re tűzte ki.

### DVD, Blu-ray és UHD kiadások
Az Egyesült Államokban 2020. március 31-én jelent meg a Skywalker kora DVD, blu-ray és UHD blu-ray kiadása, digitálisan március 17-én vált volna elérhetővé, de a koronavírus-járvány miatt négy nappal előbb tette közzé a stúdió a filmet. Az európai forgalmazás digitálisan április 13-án, míg fizikai hordozón 2020. április 20-án vette kezdetét. Magyarországon csak digitálisan vásárolható meg a film az iTuneson, ezzel ez a film vált az első Star Wars filmmé, amely nem elérhető fizikai hordozón a magyar piacon.

### Regényváltozatok
A film regényváltozatát Rae Carson írta, a kötet 2020. március 17-én jelent meg. A filmből gyermekek számára is készült feldolgozás, ennek a szerzője Michael Kogge.

## Fogadtatás

### Bevétel
A Skywalker kora produkciós költsége 275 millió dollár volt, míg a film teljes költségvetése 627 millió dollárt számlált. A film 300 millió dollár tiszta hasznot hozott a stúdiónak, ezzel a 2019-es év kilencedik legnyereségesebb produkciója lett, azonban a Disney égisze alatt készülő Star Wars produkciók közül így is csak a 77 millió dollár veszteséggel záró Solo: Egy Star Wars-történet című filmnél sikerült jobban teljesítenie.
2020. március 15-ig a Skywalker kora 515,2 millió dollárt hozott az Egyesült Államokban, a világ többi országában pedig 558,9 milliót, így összesen 1,074 milliárd dollár bevételt termelt a film. Az egymilliárd dolláros bevételt 2020. január 15-én érte el a Skywalker. Hazánkban az első héten 265 523 néző váltott jegyet a filmre, amellyel a film a valaha volt második legnagyobb bevételt érte el az első héten a Bosszúállók: Végjáték után. 2020. március 8-ig 719 520 jegyet adtak el a magyar mozik a Skywalker korára. Az Egyesült Államokhoz hasonlóan hazánkban is a negyedik vetítési héten veszítette el a film az első helyét a bevételi listákon, hazánkban Az utolsó Jediket rendező Rian Johnson Tőrbe ejtve című filmje taszította le a Skywalkert trónjáról.
Az előzetes jegyvásárlás 2019. október 21-én vette kezdetét az Egyesült Államokban. Az Atom Tickets oldalon a filmre a jegyértékesítés első órájában a valaha volt legtöbb jegyet adták el, ezzel a film megdöntötte a szintén 2019-ben bemutatott Bosszúállók: Végjáték által beállított rekordot, az első nap végére a Skywalker kora lett a második helyezett az egy nap alatt legtöbb eladott jegy ranglistáján a Végjáték mögött. Az első nap végéig több mint kétszer annyi jegyet adtak el a jegyirodák a filmre, mint a 2017-ben bemutatott Az utolsó Jedikre ugyanennyi idő alatt, ezzel a Fandango adatai alapján a Skywalker kora franchise első lett az egy nap eladott jegyek számában. Az első becslések 175-215 millió dolláros nyitóhétvégét jósoltak a filmnek. A film az első napján 90 millió dollárt hozott az USA-ban, ebbe beleszámolták a csütörtök esti vetítéseket, amelyek 40 millió dollár összeget tettek ki. Ezzel a nyitánnyal a film a hatodik legjobban nyitó film lett. Az első hétvégén 177 millió dollár bevételt hozott a film az Egyesült Államokban. Az első hétvége alapján ez volt a harmadik legjobb decemberi nyitás, összességében pedig a tizenkettedik legjobb nyitóhétvége, a szombati visszaesést több lap a bevásárlásoknak tudta be, hiszen ez volt a legforgalmasabb nap 2019-ben, de a Deadline kiemelte,hogy a visszaesésben közrejátszik, hogy a nézők nem voltak maradéktalanul elégedettek a filmmel. A Disney szóvivője elégedett volt az első hétvégével és biztosra vette, hogy a rajongók a további hetekben is támogatják majd a filmet. Karácsony napján a film 32 millió dollár bevételt termelt, ezzel elérte ezen a napon a valaha volt második legjobb eredményt Az ébredő Erő után. A második hétvégén a film 72 millió dollár bevételt termelt. A harmadik hétvégéje alatt a 33,7 millió dollárt sikerült termelni a filmnek az amerikai pénztáraknál. A negyedik hétvégén a film elveszítette első helyét az amerikai toplistán, de ennek ellenére is sikerült a hétvégén 15,1 millió dollárt termelnie.
Az első becslések világszinten 250 millió dolláros nyitányt jósoltak, amely összességében 450 millió dollár körüli nyitást jelentett volna a filmnek. Az első napján a Skywalker kora 59,1 millió dollár bevételt termelt 46 országban. A legjelentősebb bevételeket az Egyesült Királyságban, Németországban, Franciaországban és Ausztráliában érte el a film. Kínában a film mindössze 1,6 millió dollár bevételt tudott termelni az első napon, az első hétvégén pedig csak 17,8 millió dollárt.

### Kritikai és nézői visszhang
A Rotten Tomatoes oldalon a film 507 kritika alapján 51%-on áll, ami azt jelenti, hogy a kritikusok 51%-a adott pozitív kritikát a filmnek. A Metacriticen 54 pontot kapott a kritikusoktól, amely „vegyes és átlagos” kritikákra utal. A film a kritikusok véleménye és pontjai alapján a trilógia leggyengébb darabja.
A CinemaScore mérése szerint a közönség B+ osztályzatot adott a filmnek, egy „A+”-tól „F”-ig terjedő skálán, ez szintén a trilógia leggyengébb eredménye. A PostTrak mérései alapján a nézők átlagosan 4,5 csillagot adtak a filmnek a maximális öt csillagból, a megkérdezettek 75%-a mindenképpen ajánlaná a filmet megtekintésre. A szülők és a 12 éven aluli gyermekek (a közönség 16%-az első este) a maximális öt csillagot adták a filmnek. Kínában a nézők 7,7 pontra értékelték a maximális tíz pontból a Maoyan mérései szerint: ez alacsonyabb, mint a korábbi két film értékelése az országban. A Douban mérései szerint 6,8 pontot adtak a nézők a Skywalker korának, ami szintén alacsonyabb, mint az előző két film 7,3-as értékelése. A RelishMix szerint a film az online diskurzusokban megosztó, de a megítélése inkább egy kicsivel pozitív, mint negatív.